# Jardins de Mercè Rodoreda
Els jardins de Mercè Rodoreda són parc urbà situat entre l'avinguda de la República Argentina, la baixada de Blanes i el carrer de la Costa, al barri d'el Putget i Farró, a Barcelona. Es van inaugurar l'any 2008 per commemorar el centenari del naixement de l'escriptora Mercè Rodoreda. Situats en un terreny en força pendent, entre el turó de El Puget i la riera de Vallcarca, els jardins contenen espècies típicament mediterrànies com les alzines, els pins pinyoners, el marfull, el margalló, l'ametller, entre altres espècies ornamentals com cedres, mimoses i palmeres.